# Nuoto ai Giochi della I Olimpiade - 100 metri stile libero per marinai
I 100 metri stile libero per marinai era una delle quattro gare del programma di nuoto dei Giochi della I Olimpiade di Atene.
Questa era la seconda delle gare che si disputarono l'11 aprile 1896, nella baia di Zea, nelle acque nei pressi del Pireo; potevano parteciparvi esclusivamente i marinai della marina greca. Solo 3 atleti presero parte alla gara. Da notare che i tempi del vincitore, Iōannīs Malokinīs, sono superiori di oltre un minuto rispetto a quelli di Alfréd Hajós, che disputò la gara, riservata ai professionisti, della stessa lunghezza.
L'unicità e la rigida esclusività di questa gara è un fenomeno raro, per quanto riguarda i giochi olimpici, che, in generale, includono eventi aperti a tutti. Comunque, la competizione è inclusa nel database dei medagliati olimpionici del Comitato Olimpico Internazionale.
Era inoltre prevista la gara dei 500 metri stile libero per marinai ma non venne disputata.

## Risultati
| Posizione | Atleta            | Paese  | Tempo  |
| --------- | ----------------- | ------ | ------ |
|           | Iōannīs Malokinīs | Grecia | 2'20"4 |
|           | Spyridōn Chasapīs | Grecia | ---    |
|           | Dīmītrios Drivas  | Grecia | ---    |